# خانية بخارى

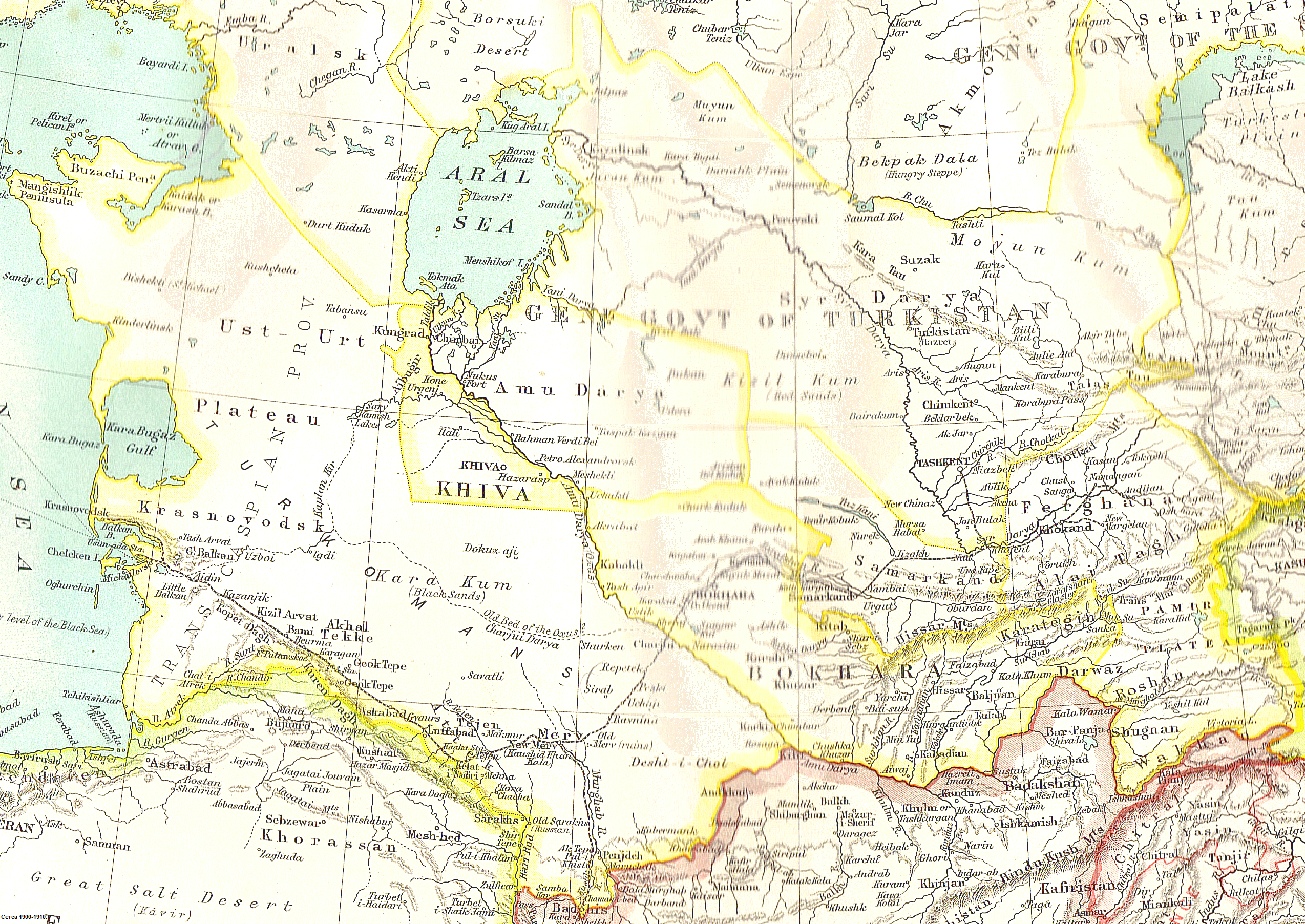
حدود المقاطعات الاستعمارية الروسية التي تتبع كييف وبخارا وكوكاند في الفترة الزمنية من 1902 - 1903.

كانت خانية بخارى ((بالفارسية: خانات بخارا)، (بالأوزبكية: Buxoro xonligi)) دولة ذات شأن في آسيا الوسطى في الفترة من الربع الثاني من القرن السادس عشر إلى أواخر القرن الثامن عشر. وقد أصبحت بخارى عاصمة الشيبانيون التي لم تدم طويلاً خلال عهد عبيد الله خان (1533 - 1540). ثم وصلت الخانية إلى قمة توسعها وتأثيرها في عهد الحاكم الشيباني قبل الأخير، عبد الله خان الثاني (1577 - 1598).
وفي القرن السابع عشر والثامن عشر، حكم الخانية أسرة جنيد. وفي عام 1740، لحقت بهم هزيمة على يد نادر شاه شاه إيران. وبعد وفاته في عام 1747، حكم الخانية أحفاد الأمير الأوزبكي خدايار بي (Khudayar Bi)، من خلال منصب رئاسة وزراء أتاليق. وفي عام 1785، أضفى حفيده، شاه مراد، الطابع الرسمي على حكم الأسرة الحاكمة وهي أسرة (مانغيت) وصارت الخانية إمارة بخارى.

## الشيبانيون
حكم الخانات الشيبانيون/بنو شيبان من عام 1500 حتى 1598. وتحت هذا الحكم، صارت بخارى مركزًا للفنون والأدب والإصلاحات التعليمية التي أُدخلت.
حيث تم تقديم كتب جديدة في التاريخ والجغرافيا في هذه الفترة، مثلهفت اقلیم--المناخات السبعة—للكاتب أمين أحمد الرازي، من أهل إيران الأصليين. وجذبت بخارى في القرن السادس عشر الحرفيين المهرة من أصحاب الخط العربي والرسومات المصغرة، مثل سلطان علي المشهدي، ومحمود بن إسحاق الشاكيبي (Mahmud ibn Eshaq Shakibi)، المنظر في الخط العربي والدرويش محمود بوكليان (Mahmud Buklian) ومولانا محمود موزاهيب (Molana Mahmud Muzahheb)، وجلال الدين يوسف. وكان من بين مشاهير الشعراء وعلماء الدين الذين عملوا في بخارى في تلك الحقبة موشفيكي (Mushfiki) ونظامي موامايا (Nizami Muamaya) ومحمد أمين زاهد. وكان مولانا عبد الحكيم (Molana Abd-al Hakim) الأكثر شهرة بين العديد من الأطباء الذين يمارسون المهنة في الخانية البخارية في القرن السادس عشر.[بحاجة لمصدر]
وأنشأ عبد العزيز خان (1540–1550) مكتبة «ليس لها ما يدانيها» في جميع أنحاء العالم. كما عمل الباحث البارز سلطان ميراك مونشي (Sultan Mirak Munshi) هناك من عام 1540. وأنتج الخطاط الموهوب مير عابد حسيني (Mir Abid Khusaini) روائع من نستعليق ونصوص ريحانية. وكان رائعًا كرسام للرسومات المصغرة ويجيد حرفة التلبيس وكان أمين مكتبة (كيتابدار) لمكتبة بخارى.
اتخذ الشيبانيون عددًا من التدابير لتحسين نظام الخانية في التعليم العام. ففي كل حي -- محلة وحدة للحكم الذاتي المحلي—في بخارى كان هناك مدرسة غير رسمية حيث يمكن للأسر ميسورة الحال توفير التعليم المنزلي لأطفالهم. وبدأ الأطفال التعليم الابتدائي في سن السادسة. وبعد سنتين يمكن نقلهم إلى المدرسة. وتكونت الدورة التدريبية للتعليم في المدارس من ثلاث خطوات تستغرق كل خطوة سبع سنوات. ومن ثم، كانت الدورة الكاملة من التعليم في المدرسة تستمر لمدة واحد وعشرين عامًا. وكانت التلاميذ تدرس العلم الديني والحساب والفقه والمنطق والموسيقى والشعر. وكان لهذا النظام التعليمي تأثير إيجابي على التنمية وتداول الفارسية واللغة الأوزبكية على نطاق واسع وكذلك على تطور الأدب والعلوم والمهارات.

## سلالة جنيد
حكمت سلالة جنيد (أحفاد الأستراخان) الخانية من عام 1599 حتى عام 1747.

## قائمة الحكام
- انظر شيبانيون.
- انظر سلالة جاني
  - خانة بخارى تتشتت إلى:
- انظر مانغود - (إمارة بخارى).
- انظر ياديجارد ومؤخرًا خونجرات - (خانات خيوة).
- انظر مينغ - (خانات خوقند).

### سلالة جاني
- باقي محمد خان (1599 - 1605)
- فالي محمد خان (1605 - 1611)
- إمام كولي خان (1611 - 1642)
- نادر محمد خان (1642 - 1645)
- عبد العزيز خان (1645 - 1680)
- سبحان قلي خان (1680 - 1702)
- عبيد الله خان (1702 - 1711)
- أبو الفيض خان (1711 - 1747)
- محمد عبد المؤمن (1747–1748)
- محمد عبيد الله الثاني (1748–1753, حكم صوري)
- محمد رحيم (1753–1758)
- شير غازي (1758–1758)
- أبو الغازي خان (1758 - 1785)

## وصلات خارجية
- The Ashtarkhanid Rulers of Bukhara